# Рутвайлер
Рутвайлер (нем. Ruthweiler) — община в Германии, в земле Рейнланд-Пфальц.
Входит в состав района Кузель. Подчиняется управлению Кузель. Население составляет 485 человек (на 31 декабря 2010 года). Занимает площадь 3,31 км².

## Известные уроженцы и жители
- Йохан Бадум — немецкий летчик, ас Второй мировой войны.